# Dugo
Dugo je nenaseljeni hrvatski jadranski otočić, oko 4 km jugozapadno od Zlarina.
Njegova površina iznosi 0,11 km². Dužina obalne crte iznosi 1,5 km.